# Erich Staisch

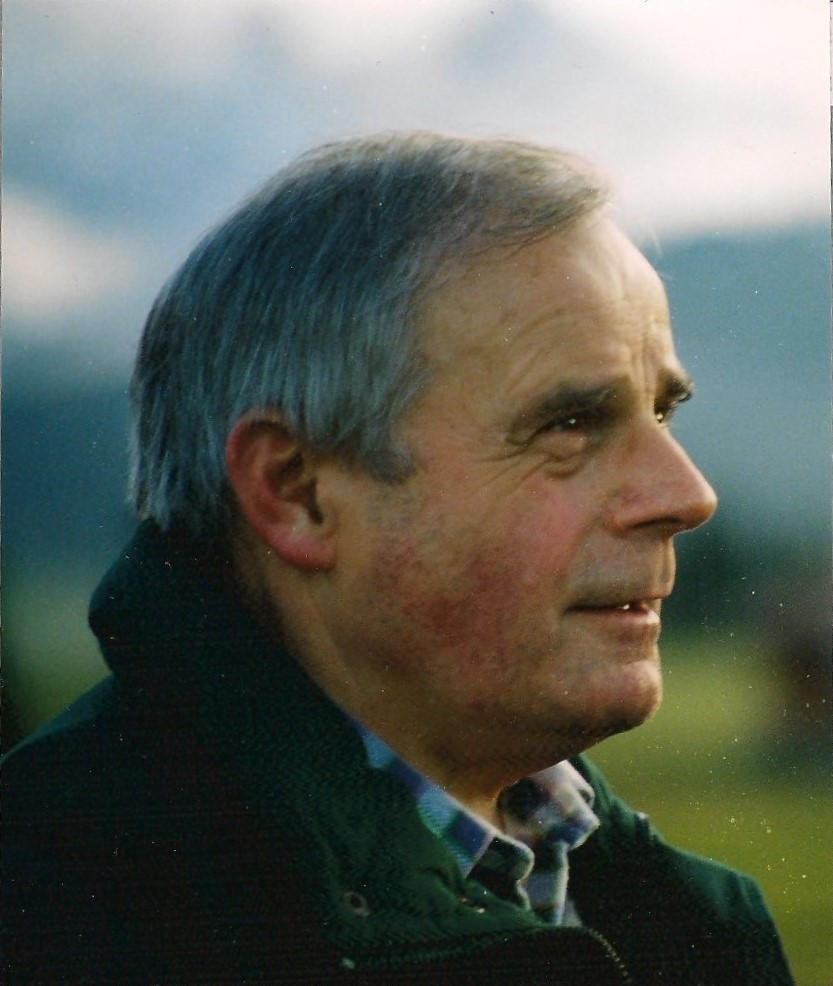
Erich Staisch

Erich Staisch (* 20. April 1927 in Oppeln; † 3. November 2010 in Kiel) war ein deutscher Eisenbahnhistoriker und Sachbuchautor für Eisenbahnverkehrsfragen und damit zusammenhängender Wissensgebiete.

## Werdegang
Erich Staisch stammt aus Oppeln, dem oberschlesischen Eisenbahnknotenpunkt. Er war Eisenbahner in dritter Generation. Nach dem Krieg begann er in Hamburg seine Laufbahn bei der Deutschen Bundesbahn. Gleichzeitig besuchte er das Abendgymnasium. Schon bald wurde er Fahrdienstleiter im Hamburger Hauptbahnhof, Gewerbelehrer für den Eisenbahnnachwuchs und Leiter eines Bahnhofs. 1965 arbeitete er beim Aufbau des Hamburger Verkehrsverbundes (HVV) mit, der damals noch ohne Beispiel in der Welt war. Dort übernahm er als Dipl.-(Verw.-)Betriebswirt die Aufgaben des Werbeleiters und des Referenten im PR- und Marketing-Bereich.
Erich Staisch schrieb seit 1956 neben Fachartikeln 14 Bücher zum Thema Verkehrswesen.
1981 wurde er zum Bundesbahn-Oberamtsrat ernannt, 1990 pensioniert – danach leistete er noch Öffentlichkeitsarbeit im Internationalen Verband für öffentliches Verkehrswesen (UITP), Brüssel, auf Kongressen in Berlin, Lausanne, Stockholm, Budapest und Singapur.

## Werke
- Eisenbahnen rollen durch das „Tor zur Welt“. Stilke, Hamburg 1956.
- Die elektrische S-Bahn in Hamburg. Stilke, Hamburg 1959. Neuausgabe: Stilke, Hamburg 1964.
- Hamburg und die Eisenbahn. Wolfgang Zimmer, Eppstein 1969.
- Brücke zum Süden. Rösler und Zimmer, Augsburg 1972.
- Der Hamburger Verkehrsverbund. Staatliche Landesbildstelle, Hamburg 1973.
- Nostalgie in Dampf. Hoffmann und Campe, Hamburg 1975.
- Zug um Zug: Ein Rückblick auf das Jahrhundert der Eisenbahnen. Rösler und Zimmer, Augsburg 1977, ISBN 978-3-87987-145-2.
- Straßenbahn adieu: ein Stück Hamburg verabschiedet sich. Hoffmann und Campe, Hamburg 1978, ISBN 978-3-455-08900-4.
- Die Hamburger S-Bahn: Chronik eines modernen Verkehrsmittels. Hoffmann und Campe, Hamburg 1979, ISBN 978-3-455-08874-8
- als Hrsg.: Hauptbahnhof Hamburg: Geschichte der Eisenbahn in Norddeutschland. Hoffmann und Campe, Hamburg 1981, ISBN 3-455-08768-X.
- als Hrsg.: Hamburg und seine Dampflokzeit. Hoffmann und Campe, Hamburg 1983, ISBN 3-455-08691-8.
- Hamburg und sein Stadtverkehr. Rasch und Rôhring, Hamburg 1989.
- als Hrsg.: Vorortbahnen: eine Chance für die Stadt. UITP, Brüssel 1990.
- als Hrsg.: Das Tor zur neuen Bahn: ICE-Betriebswerk Hamburg – mit High-Tech ins nächste Jahrtausend. Kabel, Hamburg 1991, ISBN 3-8225-0162-X.
- als Hrsg.: Der Zug nach Norden: 150 Jahre Eisenbahn-Verkehr in Schleswig-Holstein. Kabel, Hamburg 1994, ISBN 3-8225-0298-7.
- als Hrsg.: Die Hamburger S-Bahn: Geschichte und Zukunft. Ellert und Richter, Hamburg 1996, ISBN 3-89234-694-1.